# فلیکس گراندی
فلیکس گراندی (به انگلیسی: Felix Grundy) (۱۱ سپتامبر ۱۷۷۷ - ۱۹ دسامبر ۱۸۴۰) سناتور سابق عضو حزب دموکرات ایالات متحده آمریکا بود. وی در سال ۱۸۲۹ تا ۱۸۳۸ و ۱۸۳۹ تا ۱۸۴۰ میلادی سناتور ایالت تنسی در سنای ایالات متحده آمریکا بود.